# Eric Adjetey Anang

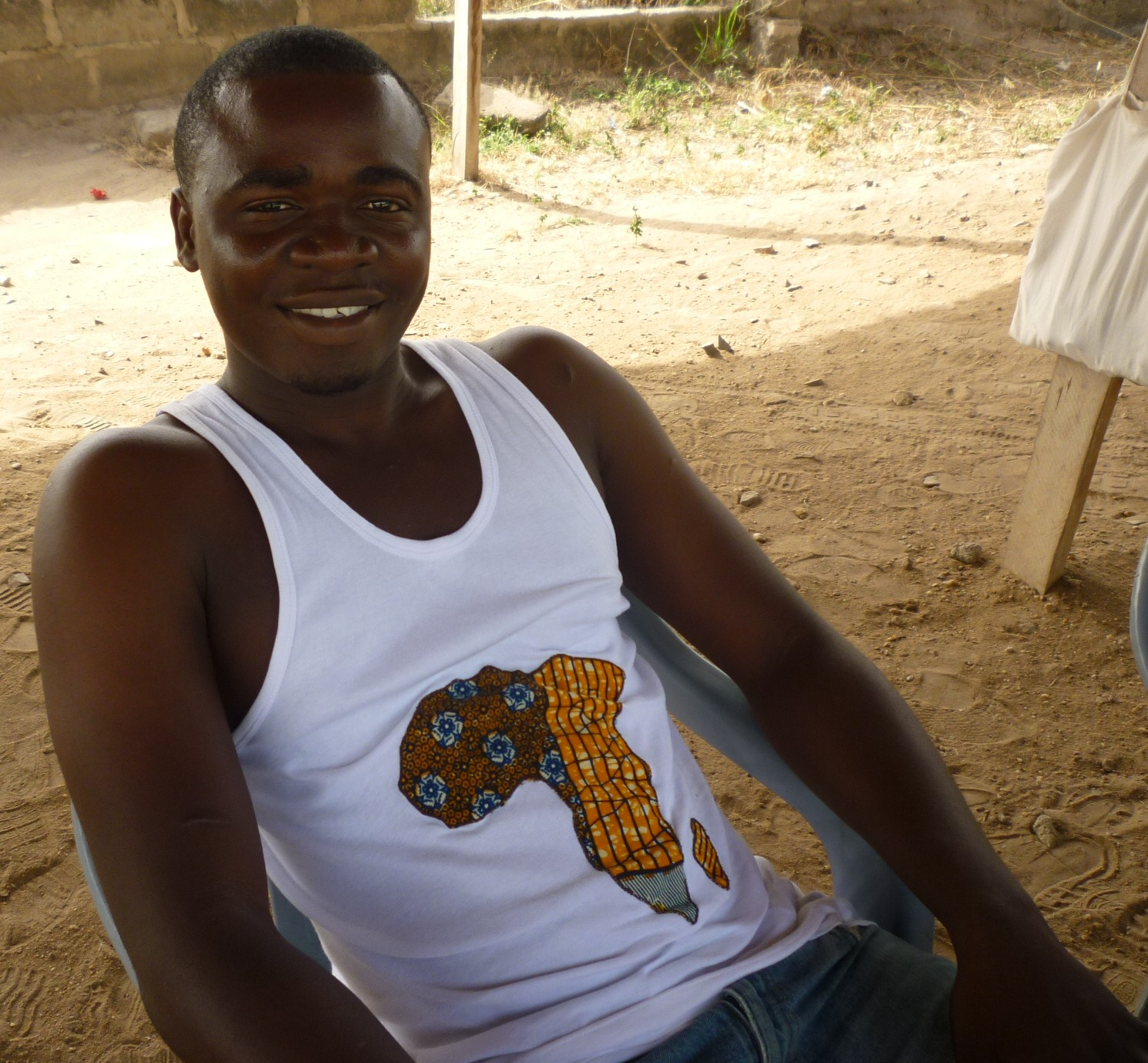
Eric Adjetey Anang (2009)

Eric Adjetey Anang (Ausspracheⓘ); (* 24. September 1985 in Teshie, Ghana) ist ein ghanaischer Sargkünstler und Schöpfer von Sargkunst in Ghana.

## Leben
Im Jahre 2001 richtete Eric Adjetey Anang eine pädagogische Präsentation seiner Design-Särge in Zusammenarbeit mit den Museen Gidan Makama in Kano, Nigeria und der Alliance Française von Kano aus.
Im Jahr 2005, nach Abschluss der High School, übernahm er die Leitung der Kane-Kwei-Werkstatt, die von seinem Großvater gegründet worden war.
Im Jahr 2009 sind Eric Adjetey Anang und seine Werke die Stars des Werbe-Videoclips für den Aquarius Sports Drink auf dem spanischen Markt. Im selben Jahr beteiligte er sich an dem Projekt Amandla Boulevard in Antwerpen und hielt eine Residenz für den Künstler und Lehrer Michael Desforest im Sommer 2009 im Rahmen der Zusammenarbeit mit dem Oregon College of Art & Craft Portland (USA).
Im Januar 2010 arbeitete Eric in Teshie am künstlerischen Projekt Please do not move! des französischen Fotografen Guy Hersant mit.
Mit 25 Jahren wurde Eric Adjetey Anang als „Modell für städtische afrikanische Jugend“ in einem Artikel in Le Monde Diplomatique zitiert.
Seine Arbeit ist präsent in öffentlichen und privaten Sammlungen in Europa, den Vereinigten Staaten und Kanada.
Eric Adjetey Anang ist ein Mitglied der Foundation for Contemporary Art (Ghana) seit 2007 und der ADAGP seit 2010.

## Ausstellungen, Medien

### 2012
- [9]

### 2011
- Exotische Särge aus Ghana, Museum of World Funeral Culture, Nowosibirsk, Sibirien, Russland. Das Museum und das dazugehörige Krematorium werden privat von Sergej Jakuschin betrieben.
- Gwangju-Design-Biennale, Gwangju, Südkorea

### 2010
- [10]

### 2009
- Öffentliche Ordnung – ein Sarg. Royal Ontario Museum. Ontario, Kanada.
- Ghana: Custom Graves – Dokumentarfilm, 52 Minuten. Regie: Philippe Lespinasse. FTV Pole TV5 / Wide Angle Productions, Frankreich.[11]
- TV-Sendung, 26 Minuten über den Workshop. El Mondo TV. Madrid, Spanien.
- Särge in Ghana Kunstausstellung in Antwerpen, Belgien – Online-Artikel über die Beteiligung der Werkstatt über das Projekt „Boulevard Amandla“.[12]
- Radio-Sendung gewidmet der Werkstatt und dem ghanaischen Dichter Nii Aye, wohnhaft in London. Radio Central, Antwerpen, Belgien.
- Bestellung von acht Särgen – privater Sammler. Los Angeles, Kalifornien, USA.

### 2008
- Ein Moment mit Abudu Mo – TV-Sendung von einer Stunde über die Produktion der Werkstatt. Studio M-Net TV. Lagos, Nigeria.
- Bestellung von zwei Särgen. Privater Sammler, Niederlande.
- Interview mit Eric Anang Adjetey. Arte Fernsehen, Deutschland.